# Ammon Bundy

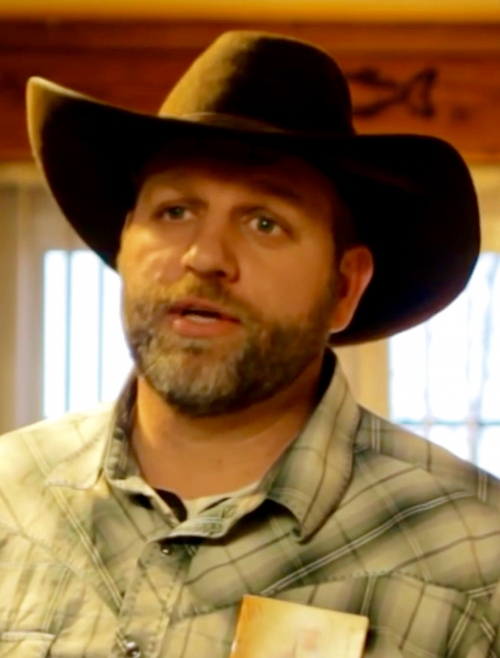
Ammon Bundy im Januar 2016.

Ammon Edward Bundy (* 1. September 1975 in Bunkerville (Nevada)) ist ein Anti-Regierungsaktivist und Gründer des rechtsradikalen People’s Rights Network in den Vereinigten Staaten. Größere Bekanntheit erlangte er mit der Besetzung des Malheur National Wildlife Refuge.

## Leben
Ammon Bundy wurde in eine fromme mormonische Familie geboren und hat dreizehn Geschwister. Er wuchs auf der Ranch der Familie in Bunkerville auf. Nach dem Ende seiner mormonischen Missionsarbeit zog er 1997 nach Las Vegas, um dort auf dem Bau zu arbeiten. Danach besuchte er ein College in Cedar City (Utah), brach das Studium aber nach ein paar Semestern ab. 2001 heiratete er und zog mit seiner Frau nach Arizona. Mit Hilfe eines von der US-Regierung gesicherten Kredits gründete er 2010 in Tempe (Arizona) eine Reparaturwerkstatt für Kraftfahrzeuge. Neben der Werkstatt betrieb er einen Lastwagenverleih in Phoenix. 2015 zog Ammon Bundy von Arizona nach Idaho, wo er sich in Emmett niederließ.
Ammon Bundy ist verheiratet, aus der Ehe gingen sechs Kinder hervor.

## Aktivismus und Politik

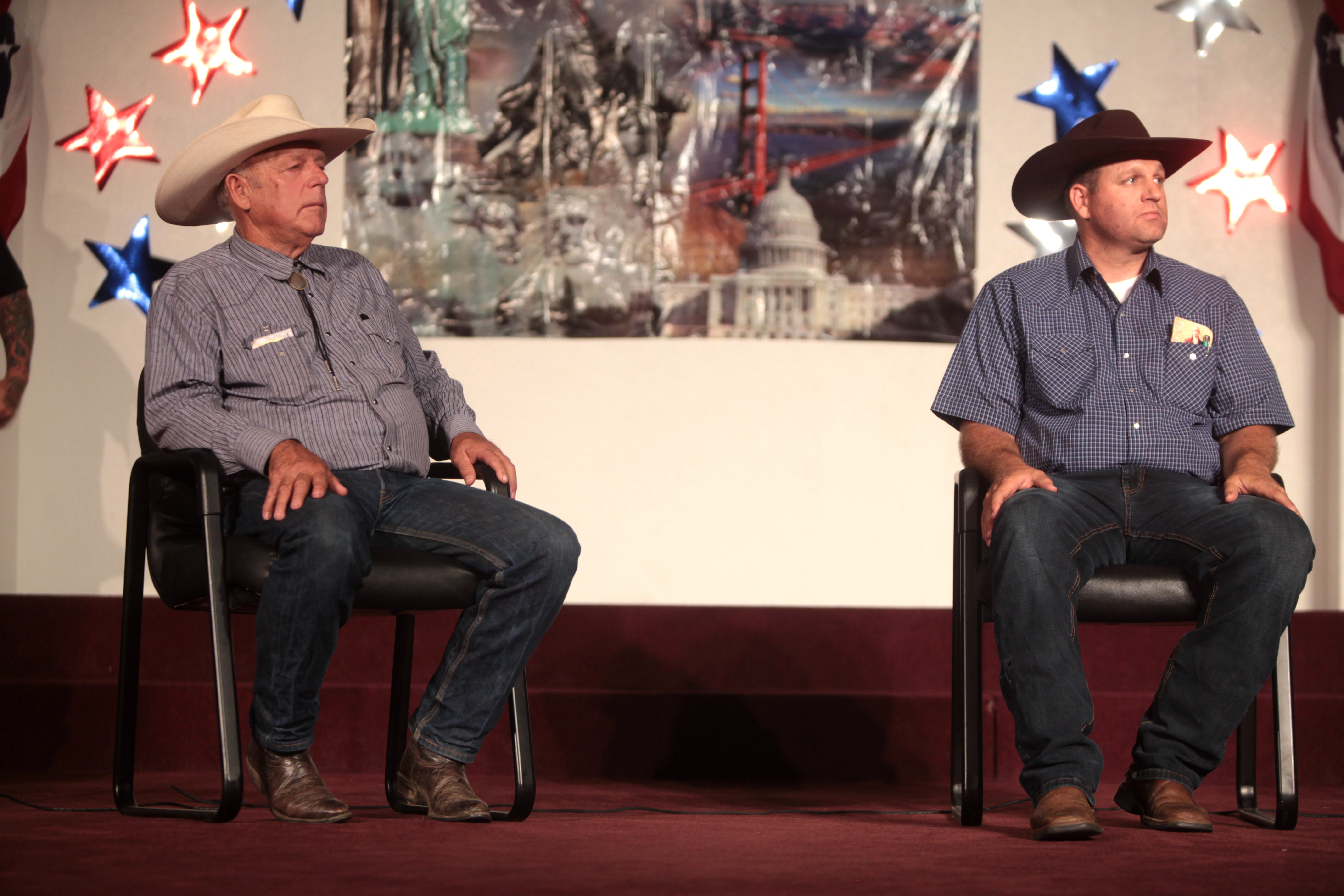
Ammon Bundy (rechts) mit seinem Vater Cliven Bundy 2014.

An einem bewaffneten Angriff auf Bundesbeamte 2014 nahe Bunkerville im Clark County (Nevada) durch seinen Vater Cliven Bundy über Weiderechte auf Bundesland nahm Bundy teil. Bundy und andere Beteiligte wurden später vor einem Bundesgericht freigesprochen, nachdem sich herausgestellt hatte, dass die Staatsanwaltschaft Beweismittel zurückgehalten hatte.
Im Januar 2016 besetzten Milizangehörige unter Führung von Ammon Bundy und seinem Bruder Ryan Bundy das Gebäude des Malheur National Wildlife Refuge aus Protest gegen die Festnahme zweier Männer wegen Brandstiftung auf Bundesland. Die bewaffnete Besetzung dauerte 41 Tage und führte zum Tod eines der Milizmitglieder. Bundy und andere Angeklagte wurden im Oktober 2016 von der Anklage der Verschwörung und Verstoßes gegen Waffengesetze im Zusammenhang mit der Besetzung von einer Jury eines Bundesgerichtes freigesprochen.
Während der COVID-19-Pandemie führte Bundy 2020 zahlreiche Proteste und baute das Netzwerk People’s Rights auf, das neben Idaho, Montana, Nevada, North Dakota, Oregon, Utah and Washington in fünf weiteren Staaten mit etwa 20.000 Mitgliedern organisiert war. Über dieses der Milizbewegung zurechenbares Netzwerk wurden staatsübergreifend Coronaproteste koordiniert. Mitglieder wurden in einer Datenbank erfasst und über Textnachrichten und E-Mails für Proteste aufgeboten. Er selbst wurde zweimal bei Coronaprotesten im August 2020 im Idaho State Capitol festgenommen.
Bis zum April 2022 war die Zahl der Mitglieder des Netzwerkes aus Milizangehörigen wie den Proud Boys, Impfgegnern, Preppern und Verschwörungstheorieanhängern auf 33.000 angestiegen und erstreckte sich über 38 Bundesstaaten.
Ammon Bundy trat als parteiloser Kandidat bei der Gouverneurswahl 2022 in Idaho an. Bundy hatte dabei zunächst Gouverneur Brad Little in der republikanischen Vorwahl herausfordern wollen, war aber im Februar 2022 aus der Partei ausgetreten. Er konnte unter anderem die Unterstützung des Country-Musikers Collin Raye im Wahlkampf gewinnen. Er hatte versprochen im Falle seiner Wahl Abtreibungen ohne Ausnahme zu verbieten, die Eigentums- und Einkommenssteuern ersatzlos abzuschaffen, und öffentliches Land zu privatisieren. Sozialprogramme, öffentliche Schulen und öffentlichen Personenverkehr abzuschaffen, da diese sozialistisch seien. Die Republikanische Partei warf ihm Nähe zur Black-Lives-Matter-Bewegung und die Unterstützung der Idee der Definanzierung der Polizei vor. Bei der Wahl konnte Bundy 17,2 Prozent der abgegebenen Stimmen auf sich vereinigen.